# گروه کشتیرانی چین
گروه کشتیرانی چین (به چینی: 中国海运集团总公司) یک شرکت خوشه‌ای کشتیرانی تحت مدیریت مستقیم شورای دولتی جمهوری خلق چین است. این شرکت به صورت عمده به ترابری کشتی نفت‌کش، کشتی مسافربری و انواع شناور است. فعالیت‌های دیگر این شرکت شامل مدیریت بندر و شناور، دانش مالی، سرمایه‌گذاری، مهندسی، منابع انسانی و فناوری اطلاعات می‌شود.

در ماه دسامبر سال ۲۰۱۵ گروه کشتیرانی چین ادغام با همکاران بزرگ خود کوسکو (شرکت) اعلام کرد. این ادغام در فوریه ۲۰۱۶ تکمیل شد؛ کشتیرانی کوسکو به عنوان مؤسسه بزرگ چین در شانگهای مستقر خواهد شد. شرکت‌های تجاری و شرکت‌های تابعه کشتیرانی چین و کوسکو به یکدیگر پیوستند. این ادغام توسط رکود در صنعت کانتینر و ترابری دریایی منجر شد که سلامت مالی هر دو شرکت را خنثی کند بنابراین انگیزه این دو شکرت را برای اتحاد همراه کرد. علاوه بر این ادغام شدن مربوط به اصلاحات شرکت دولتی چین نیز است.